# Kim (bok)
Kim (svensk titel: Kim: hela världens lille vän: berättelse från Indien.) är en pikareskroman av den brittiske författaren Rudyard Kipling som först publicerades som följetong i McClure's Magazine från december 1900 till oktober 1901 och i Cassell's Magazine mellan januari och november 1901. I bokform publicerades den i oktober 1901 av Macmillan Publishers. En svensk översättning kom ut på Hugo Gebers förlag senare samma år. Berättelsen utspelar sig mot bakgrund av "Det stora spelet", en politisk konflikt mellan Ryssland och Storbritannien i Centralasien. Händelserna äger rum efter det andra afghankriget som avslutades 1881, men före det tredje, troligen under perioden 1893–1898.
Romanen är känd för sin detaljerade beskrivning av folket, kulturen och Indiens olika religioner. "Boken visar en levande bild av Indien, dess myllrande befolkning, religioner och vidskepelse, och livet i basarerna och på vägarna."
År 1998 rankades Kim som nummer 78 på listan över 1900-talets 100 bästa engelskspråkiga romaner av Modern Library.